# Új-zélandi labdarúgó-szövetség
Új-zélandi labdarúgó-szövetség (angolul: New Zealand Football [NZF]).

## Történelme
1891-ben alapították. A Nemzetközi Labdarúgó-szövetségnek (FIFA) 1948-tól tagja. 1966-tól az Óceániai Labdarúgó-szövetség (OFC) tagja. Fő feladata a nemzetközi kapcsolatokon kívül, a  Új-zélandi labdarúgó-válogatott férfi és női ágának, a korosztályos válogatottak illetve a nemzeti bajnokság szervezése, irányítása. A működést biztosító bizottságai közül a Játékvezető Bizottság (JB) felelős a játékvezetők utánpótlásáért, elméleti (teszt) és cooper (fizikai) képzéséért.